# Městské muzeum Počátky
Městské muzeum Počátky je muzeum v Počátkách, sídlí v budově čp. 27 na Palackého náměstí v Počátkách. Jeho součástí je i Rodný dům Otokara Březiny a expozice v městské věži u kostela sv. Jana Křtitele.

## Historie
Muzeum bylo založeno v roce 1892, mělo by tak být nejstarší v regionu. V roce 1983 začala rekonstrukce muzea, která byla ukončena v roce 1997 a v ten rok byla také otevřena stálá expozice.

## Expozice
V měšťanském domě z 16. století jsou uvedeny expozice z nejstarší historie Počátek a okolí, sbírky národopisné, sbírky týkající se řemeslné výroby a společenského života. Stálými expozicemi jsou:
- Řemeslná výroba
- Společenský život
- Rodný dům Otokara Březiny v Počátkách[2]